# 洛維奇
洛維奇是位於保加利亞中北部的一個城市。人口約有50000人。距保加利亞首都索菲亞約有150公里。洛維奇是洛維奇州的首府所在地。